# Sottevast
Sottevast és un municipi francès situat al departament de la Manche i a la regió de Normandia. L'any 2007 tenia 1.329 habitants.

## Demografia

### Població
El 2007 la població de fet de Sottevast era de 1.329 persones. Hi havia 470 famílies de les quals 87 eren unipersonals (32 homes vivint sols i 55 dones vivint soles), 158 parelles sense fills, 201 parelles amb fills i 24 famílies monoparentals amb fills.
La població ha evolucionat segons el següent gràfic:
Habitants censats

### Habitatges
El 2007 hi havia 539 habitatges, 487 eren l'habitatge principal de la família, 21 eren segones residències i 31 estaven desocupats. 525 eren cases i 8 eren apartaments. Dels 487 habitatges principals, 392 estaven ocupats pels seus propietaris, 85 estaven llogats i ocupats pels llogaters i 10 estaven cedits a títol gratuït; 13 tenien dues cambres, 63 en tenien tres, 114 en tenien quatre i 297 en tenien cinc o més. 373 habitatges disposaven pel capbaix d'una plaça de pàrquing. A 168 habitatges hi havia un automòbil i a 294 n'hi havia dos o més.

### Piràmide de població
La piràmide de població per edats i sexe el 2009 era:
| Homes | Edats   | Dones |
| ----- | ------- | ----- |
| 0     | 95 o +  | 0     |
| 0     | 90 a 94 | 4     |
| 0     | 85 a 89 | 4     |
| 12    | 80 a 84 | 4     |
| 12    | 75 a 79 | 24    |
| 20    | 70 a 74 | 28    |
| 16    | 65 a 69 | 36    |
| 28    | 60 a 64 | 16    |
| 24    | 55 a 59 | 24    |
| 32    | 50 a 54 | 16    |
| 52    | 45 a 49 | 56    |
| 28    | 40 a 44 | 68    |
| 44    | 35 a 39 | 32    |
| 56    | 30 a 34 | 44    |
| 52    | 25 a 29 | 36    |
| 24    | 20 a 24 | 36    |
| 44    | 15 a 19 | 68    |
| 40    | 10 a 14 | 40    |
| 60    | 5 a 9   | 32    |
| 44    | 0 a 4   | 40    |

## Economia
El 2007 la població en edat de treballar era de 837 persones, 651 eren actives i 186 eren inactives. De les 651 persones actives 611 estaven ocupades (339 homes i 272 dones) i 41 estaven aturades (14 homes i 27 dones). De les 186 persones inactives 69 estaven jubilades, 52 estaven estudiant i 65 estaven classificades com a «altres inactius».

### Ingressos
El 2009 a Sottevast hi havia 494 unitats fiscals que integraven 1.363 persones, la mediana anual d'ingressos fiscals per persona era de 17.930 €.

### Activitats econòmiques
Dels 33 establiments que hi havia el 2007, 2 eren d'empreses alimentàries, 1 d'una empresa de fabricació d'altres productes industrials, 12 d'empreses de construcció, 6 d'empreses de comerç i reparació d'automòbils, 2 d'empreses de transport, 2 d'empreses d'hostatgeria i restauració, 1 d'una empresa financera, 6 d'empreses de serveis i 1 d'una empresa classificada com a «altres activitats de serveis».
Dels 16 establiments de servei als particulars que hi havia el 2009, 1 era una oficina de correu, 3 paletes, 1 guixaire pintor, 3 fusteries, 2 lampisteries, 3 electricistes, 1 perruqueria i 2 restaurants.
Dels 2 establiments comercials que hi havia el 2009, 1 era una botiga de menys de 120 m² i 1 una fleca.
L'any 2000 a Sottevast hi havia 37 explotacions agrícoles que ocupaven un total de 408 hectàrees.

## Equipaments sanitaris i escolars
El 2009 hi havia 1 escola maternal i 1 escola elemental.

## Poblacions més properes
El següent diagrama mostra les poblacions més properes.